# دالي واتسون
دالي واتسون (بالإنجليزية: Dale Watson)‏ هو كاتب أغاني وعازف قيثارة وموسيقي ومغن مؤلف ومغني أمريكي، ولد في 7 أكتوبر 1962 في برمنغهام في الولايات المتحدة.

## وصلات خارجية
- الموقع الرسمي
- دالي واتسون على موقع IMDb (الإنجليزية)
- دالي واتسون على موقع ميوزك برينز (الإنجليزية)
- دالي واتسون على موقع أول ميوزيك (الإنجليزية)
- دالي واتسون على موقع ديسكوغز (الإنجليزية)